# 姫路OSビル

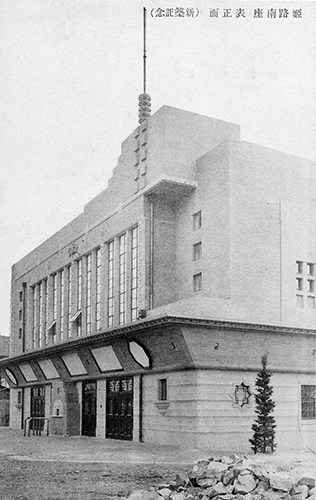
姫路南座時代の写真（年代不詳）

姫路OSビル（ひめじOSビル）は兵庫県姫路市にある地上8階・地下1階の複合商業施設。オーエスが運営している。地階から5階は貸店舗に使用されている。6階から8階は映画館「姫路OS」であった。夏には屋上でビアガーデンが開かれる。
姫路OSは姫路駅至近の大型劇場として賑わったが、2015年7月にシネマコンプレックスアースシネマズ姫路が新たに近くにオープンしたことで客足が落ち、2016年1月限りで閉館した。その後、「姫路駅前ビル」に改称された。

## 歴史
※記述はOSグループウェブサイト「映画館の歩み」による。
- ビル建設前には姫路南座があった。
- 1964年（昭和39年）8月：竣工。
- 1995年（平成7年）7月：姫路OS劇場を複合館化し、姫路OS 1・2・3に改称。
- 2013年（平成25年）12月：OS株式会社が姫路OSビルを譲渡。
- 2016年（平成28年）1月31日：姫路OS 1・2・3閉館。

## 入居施設
- 証券会社（大和証券）
- 医療機関
- 快活CLUB（漫画喫茶　インターネットカフェ）
- ゲームセンター
- 映画館（後述、閉館）
- メンズ脱毛サロン
- ブライダルサロン
- ホットヨガ
- ビヤガーデン

### 映画館（閉館）
- 姫路OS1：206席、デジタル5.1ch
- 姫路OS2：111席、デジタル5.1ch
- 姫路OS3：111席、デジタル5.1ch